# Сайн-Витгенштейн-Берлебург

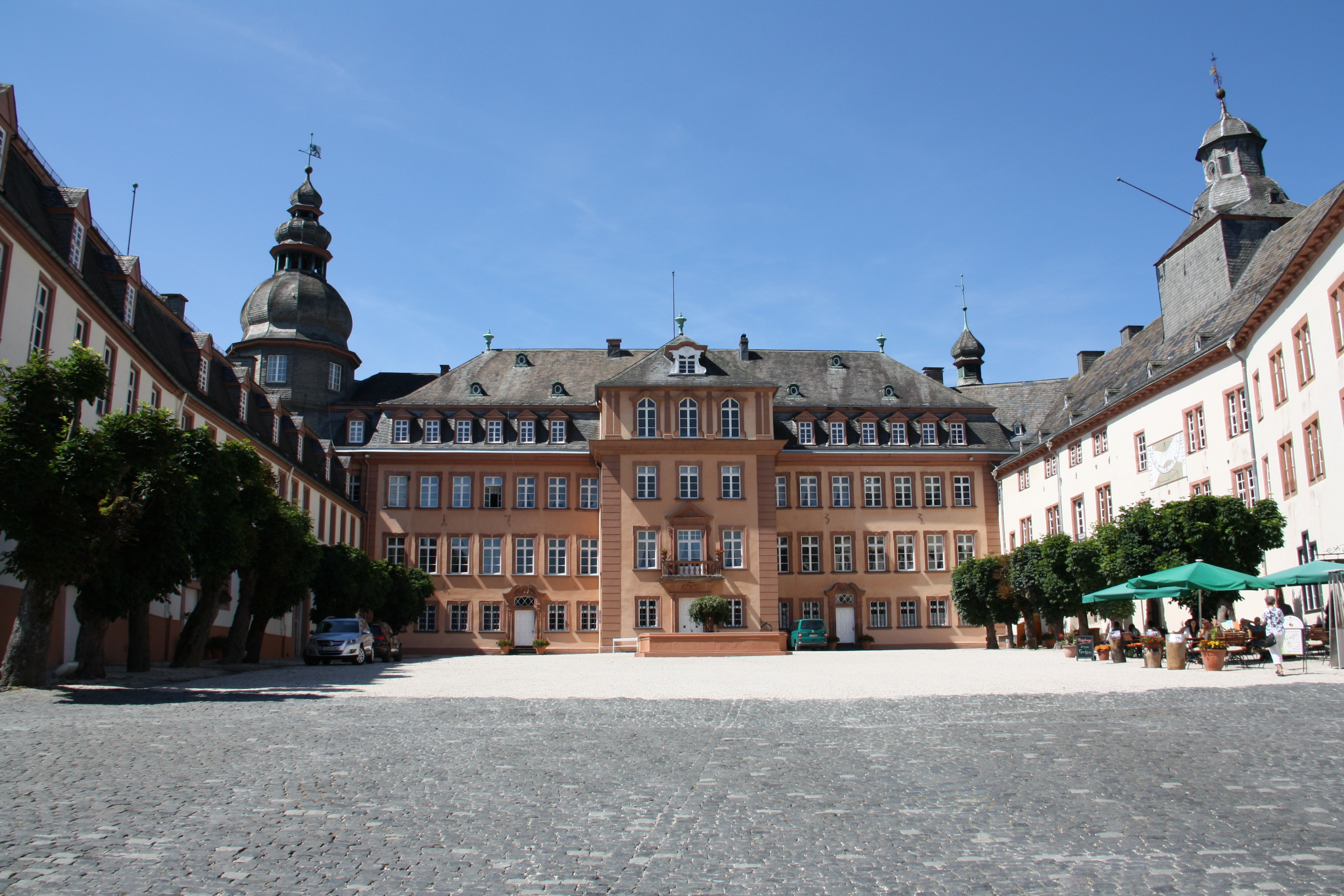
Замок Берлебург — фамильное гнездо владетельного дома

Сайн-Витгенштейн-Берлебург (нем. Sayn-Wittgenstein-Berleburg) — одно из трёх графств, образованных при разделе вестфальского графства Сайн-Витгенштейн в 1607 году. Двумя другими графствами были Сайн-Витгенштейн-Сайн и Сайн-Витгенштейн-Витгенштейн. Столица — город Берлебург.
Порядок наследования по Людвигу I, графу цу Сайн-Витгенштейну (1532—1605):
- Принц Сайн-Витгенштейн-Берлебург, потомок графа Георга (1565—1631)
- Принц Сайн-Витгенштейн-Сайн происходил от графа Кристиана Людвига (1725—1797).
- Принц Сайн-Витгенштейн-Берлебург, потомок графа Георга Эрнста (1735—1792)
- Принц Сайн-Витгенштейн-Гогенштейн, потомок графа Людвига II (1571—1634)

Графство Берлебургское, которым управляла старшая ветвь Спонхеймов, было известно в XVIII веке как очаг пиетизма. В 1792 году император Священной Римской империи повысил его статус и превратил Берлебург в имперское княжество.
Графы Сайн-Витгенштейн-Берлебург (1607—1792):
- Георг V (1565—1631; годы правления: 1607—1631)
- Людвиг Казимир (1598—1643; годы правления: 1631—1643)
- Георг Вильгельм (1636—1684; годы правления: 1643—1684)
- Людвиг Франц (1660—1694; годы правления: 1684—1694)
- Казимир (1687—1741; годы правления: 1694—1741)
- Людвиг Фердинанд (1712—1773; годы правления: 1741—1773)
- Кристиан Генрих (1753—1800; правил с титулом граф: 1773—1792)

Князья Сайн-Витгенштейн-Берлебург (1792—1806):
- Кристиан Генрих, 1-й князь Сайн-Витгенштейн-Берлебург (1753—1800; правил с титулом князь/фюрст: 1792—1800)
- Альбрехт, 2-й князь Сайн-Витгенштейн-Берлебург (1777—1851; годы правления 1800—1806)

В ходе германской медиатизации 1806 года Берлебург и другие земли княжества, утратив суверенный статус, вошли в состав великого герцогства Гессенского. Уже через 10 лет они были аннексированы Пруссией, что сделало Берлебургов непримиримыми врагами прусской короны. Воспрепятствовать объединению прирейнских государств вокруг Пруссии пытался князь Август (1788—1874), с 1852 года занимавший в Гессене пост первого министра.
- Альбрехт, 3-й князь Сайн-Витгенштейн-Берлебург (1834—1904)
- Рихард, 4-й князь Сайн-Витгенштейн-Берлебург (27 мая 1882 — 25 апреля 1925)
- Густав Альбрехт, 5-й князь Сайн-Витгенштейн-Берлебург (28 февраля 1907 — 29 ноября 1969)
- Рихард, 6-й князь Сайн-Витгенштейн-Берлебург (29 октября 1934 — 13 марта 2017)
- Густав, 7-й князь Сайн-Витгенштейн-Берлебург (13 марта 2017 — н. в.)

Во время Второй мировой войны несколько представителей Берлебургского владетельного дома, напротив, воевали с советской Россией и сложили головы на восточном фронте. В их числе и глава дома Густав Альбрехт цу Сайн-Витгенштейн-Берлебург, получивший от Гитлера крест Военных заслуг 1-й степени. Его вдова Маргарита Фуше, происходящая из рода герцогов Отрантских, пережила мужа на 60 лет.

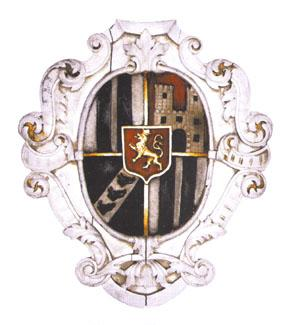
Княжеский герб дома Сайн-Витгенштейн-Берлебург

По состоянию на 2023 год Берлебургский дом возглавляет князь Густав Фредерик (род. 12.01.1969), женатый на детской писательнице Карине Аксельссон. 18 апреля 2023 года было объявлено, что супруги ожидают рождения ребёнка с помощью суррогатной матери.
В соответствии с салической примогенитурой, в случае, если князь Густав не будет иметь детей, после его кончины первородство перейдёт к младшему брату его отца принцу Робину.

## Сайн-Витгенштейн-Берлебург в России

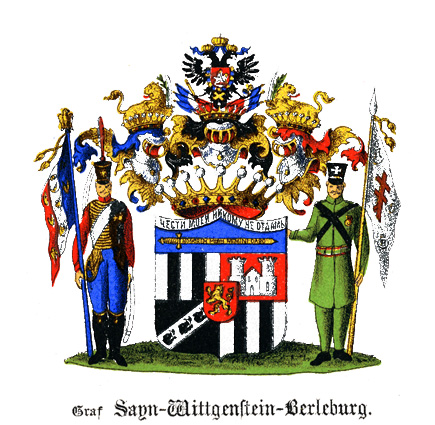
Из «Балтийского гербовника»

Щит четырёхчастный с вершиною, в которой в голубом поле лежит острием вправо золотой меч Св. князя Гавриила Псковского, а над ним в серебряной ленте золотыми буквами написан девиз: «Чести моей никому не отдам».
В первой и четвёртой частях щита в серебряном поле две черные вертикальные полосы. Во второй части в красном поле белая крепость с двумя башнями, окна и ворота черные. В третьей части в чёрном поле диагонально положен серебряный брус, в коем изображены три черные бараньи головы. В центре герба малый щиток с родовым гербом: в красном поле стоящий на задних лапах леопард.
Над щитом графская корона с тремя шлемами: из двух боковых выходящие львы, держащие в передних лапах ветвь и саблю, а из среднего выходящий Государственный Орел, а под ним знамёна. Щитодержатели: справа русский гусар со знаменем, слева ратник с белым знаменем.

Эмилий и Фердинанд отличились в рядах русской армии в войне на Кавказе и в войнах с турками, дослужившись до чина генерал-лейтенанта. Эта ветвь была признана в России в достоинстве светлейших князей и проживала в Петрограде до самой Октябрьской революции.

## Людвигсбургская ветвь
Людвиг Франц (1694—1750), младший брат одного из графов Берлебургских, положил начало людвигсбургской ветви этого рода. Из его сыновей Георг Эрнст (1735-92), маршал Франции, погиб под ножом гильотины в разгар революционного террора, а Кристиан Людвиг (1725-97) поступил на прусскую военную службу и женился на дочери графа Финкенштейна, потом переехал в Россию, где его второй женой стала невестка канцлера Бестужева, урождённая княжна Долгорукова. В первом браке у него родился сын Пётр Христианович Витгенштейн (1768—1863), впоследствии светлейший князь и фельдмаршал Российской империи.
Лев Петрович, сын этого последнего, в 1861 году получил от прусского короля право именоваться князем Сайн-Витгенштейн-Сайн; о его потомках см. статью Сайн-Витгенштейн-Сайн.

## Известные представители рода
- Амалия Генриетта фон Сайн-Витгенштейн-Берлебург[болг.] (1664—1733) — графиня из линии Сайн-Витгенштейн-Берлебург и путем брака графиня Изенбург-Бюдинген[нем.] в Меерхольце[нем.] (сейчас район Гельнхаузенa), основатель линии Изенбург-Бюдинген-Меерхольц[нем.].
- Людвиг Фердинанд Сайн-Витгенштейн-Берлебург (1712—1773), граф Сайн-Витгенштейн-Берлебург
- Франц Сайн-Витгенштейн-Берлебург (1778—1854), прусский генерал-майор
- Август Людвиг Сайн-Витгенштейн-Берлебург (1788—1874), генерал и государственный министр Нассау
- Эмилий-Карл Людвигович Сайн-Витгенштейн-Берлебург (1824—1878), русский генерал
- Густав Сайн-Витгенштейн-Берлебург (1837—1889), немецкий дворянин и член парламента
- Фридрих Эрнст Сайн-Витгенштейн-Берлебург (1837—1915), граф из семьи Сайн-Витгенштейнов
- Карл Сайн-Витгенштейн-Берлебург (1839—1887), немецкий дворянин и член парламента
- Отто Сайн-Витгенштейн-Берлебург (1842—1911), генерал-лейтенант
- Густав Альбрехт Сайн-Витгенштейн-Берлебург (1907—1944), немецкий офицер, глава Дома Сайн-Витгенштейн-Берлебург
- Маргарет Сайн-Витгенштейн-Берлебург (1909—2005), шведская графиня
- Казимир Йоханс Сайн-Витгенштейн-Берлебург (1917—2010), немецкий политик (ХДС), член Европарламента
- Ричард Сайн-Витгенштейн-Берлебург (1934—2017), немецкий предприниматель
- Людвиг Фердинанд Сайн-Витгенштейн-Берлебург (род 1942), немецкий лесовладелец и предприниматель
- Хубертус Сайн-Витгенштейн-Берлебург (род 1948), немецкий предприниматель, великий магистр Федерации исторических немецких стрелковых братств
- Натали Сайн-Витгенштейн-Берлебург (род 1975), немецко-датская наездница

## Генеалогия
- Рихард Сайн-Витгенштейн-Берлебург (1882—1925)
  - Густав Альбрехт Сайн-Витгенштейн-Берлебург (1907 — пропал без вести в 1944, объявлен умершим в 1969)
    - Рихард Сайн-Витгенштейн-Берлебург (1934—2017)
      -  Густав Фредерик Сайн-Витгенштейн-Берлебург (род. 1969)

    -  (1) Робин Сайн-Витгенштейн-Берлебург (род. 1938)
      -  (2) Себастьян Сайн-Витгенштейн-Берлебург (род. 1971)
        - (3) Фердинанд Сайн-Витгенштейн-Берлебург (род. 2004)
        -  (4) Филипп Сайн-Витгенштейн-Берлебург (род. 2011)

  - Кристиан-Генрих, Сайн-Витгенштейн-Гогенштейн (1908—1983)
    -  (5) Бернхарт Сайн-Витгенштейн-Гогенштейн (род. 1962)
      -  (6) Венцель, наследный принц Сайн-Витгенштейн-Гогенштейн (род. 1997)

  -  Людвиг Фердинанд Сайн-Витгенштейн-Берлебург (1910—1943)
    - (7) Отто Людвиг Сайн-Витгенштейн-Берлебург (род. 1938)
      - (8) Станислаус Сайн-Витгенштейн-Берлебург (род. 1965)
        - (9) Фридрих Сайн-Витгенштейн-Берлебург (род. 1996)
        -  (10) Август Сайн-Витгенштейн-Берлебург (род. 1998)

      -  (11) Максимилиан Александр Сайн-Витгенштейн-Берлебург (род. 1980)

    - (12) Иоганн Станислаус Сайн-Витгенштейн-Берлебург (род. 1939)
      - (13) Отто Людвиг Сайн-Витгенштейн-Берлебург (род. 1972)
        - (14) Юстус-Казимир Сайн-Витгенштейн-Берлебург (род. 2005)
        -  (15) Густав Сайн-Витгенштейн-Берлебург (род. 2007)

      -  (16) Константин Сайн-Витгенштейн-Берлебург (род. 1978)

    -  (17) Людвиг Фердинанд Сайн-Витгенштейн-Берлебург (род. 1942)
      - (18) Карл Альбрехт Сайн-Витгенштейн-Берлебург (род. 1976)
      -  (19) Август-Фредерик Сайн-Витгенштейн-Берлебург (род. 1981)